# Lista de condados de Delaware
Esta é uma lista dos condados do estado americano de Delaware. Delaware possui o menor número de condados que qualquer estado dos EUA. A origem das fronteiras do condado remonta aos antigos distritos do tribunal. Os poderes órgãos legislativos do condado são limitados a questões como o zoneamento e o desenvolvimento.
Cada condado elege um órgão legislativo (conhecido nos condados de New Castle e Sussex como o Conselho do Condado, e no Condado de Kent como o Tribunal Levy). Os municípios são capazes de aumentar os impostos e pedir dinheiro emprestado. Eles também têm controle sobre descarte de lixo, códigos de abastecimento de água, esgotos, zoneamento, desenvolvimento e construção.
A maioria das funções que são tratadas com base em condado-por-condado nos estados — tais como o tribunal e outras leis policiais — foram centralizadas em Delaware, levando a uma significativa concentração de poder no governo do estado de Delaware. Os condados foram historicamente dividido em centenas, que foram usados como relatórios fiscais e distritos de votação até a década de 60. No entanto, as centenas agora não fazem função administrativa, o seu actual uso oficial somente é legal em descrições de imóveis.
O código Federal Information Processing Standard (FIPS), que é usado pelo governo dos Estados Unidos para identificar estados e condados, é fornecido com cada entrada. O código de Delaware é 10, que quando combinado com qualquer código de condado seria escrito como 10XXX. O código FIPS de cada condado liga para a data de censo desse condado.

## História
Após a conquista inglesa de 1664, todas as terras do lado ocidental do Rio Delaware e da Baía de Delaware foram governadas como parte da Colónia de Nova Iorque e administrada a partir da cidade de New Castle. Durante a breve recaptura da colónia pelos holandeses em 1673, distritos judiciais adicionais foram criados ao redor de Upland e Whorekill. Este último foi também conhecido como Hoornkill, e agora é a cidade de Lewes. O tribunal de New Castle ficou com a parte central da colónia. A jurisdição deixada para a corte tornou-se no Condado de New Castle, e a sede do concelho permaneceu em New Castle até 1881, quando foi transferida para Wilmington. Em 1680, o Distrito de Whorekill foi dividido no Condado de Deale e Condado de St. Jones. Após esta divisão, Lewes tornou-se na sede do Condado de Deale, que mais tarde foi renomeado para Condado de Sussex. O antigo Distrito de Upland foi nomeado após a colonização da Nova Suécia por Upland, e foi renomeado para Condado de Chester em 1682. O Condado de Chester  está localizado dentro dos limites actuais do estado da Pensilvânia.
Lord Baltimore, o titular de Maryland, reclamou todos os habitantes modernos de Delaware, e organizou suas porções no norte e leste do Condado de Durham, Maryland. No entanto, este concelho só existia no papel. As porções sul e oeste do actual Condado de Sussex foram organizadas como porções de vários municípios adjacentes a Maryland e não foram reconhecidas como parte de Delaware até a pesquisa Mason-Dixon ser executada em 1767. Em 1791, com a expansão do Condado de Sussex, ao sul e oeste, a sede do concelho foi transferida para Georgetown. A sede do Condado de St. Jones, renomeado Condado de Kent em 1681, está localizada em Dover.
As fronteiras entre os bairros antigos não estavam bem definidas, e há algumas indicações de que antes de 1682 o Distrito de Upland serviu a população sueca e finlandesa em todo o central do Vale do Delaware, e New Castle serviu os holandeses e poucos ingleses.
Depois do ano de 2000, um quarto "Condado de Appoquinimink" foi proposto para ser criado no Condado de New Castle. A motivação para este esforço não foi para acabar com as restrições de zoneamento do Código Unificado de Desenvolvimento nas suas terras não desenvolvidas. Os limites propostos se estendiam além do Hundred do Appoquinimink para incluir todo a terra a sul do Canal C&D com Middletown como a sede proposta.

## Condados
| Condado    | FIPS  | Sede do condado | Tribunal do condado | Ano de criação | Origem | Etimologia                                                                                   | População 2020 | Densidade      | Área total            | Área terra            | Área água           | Mapa |
| ---------- | ----- | --------------- | ------------------- | -------------- | --- | -------------------------------------------------------------------------------------------- | -------------- | -------------- | --------------------- | --------------------- | ------------------- | ---- |
| Kent       | «001» | Dover           |                     | 1680           | Criado a partir do Distrito de Whorekill (Hoarkill). Anteriormente conhecido como O Condado de St. Jones. | Nomeado em 1682 por William Penn para o condado inglês de Kent                               | 181 851        | 119,81 hab/km2 | 2 067,67 km2 (32,08%) | 1 517,89 km2 (73,43%) | 549,78 km2 (26,57%) |      |
| New Castle | «003» | Wilmington      |                     | 1664           | Condado Original (Formalmente New Amstel)                                                                 | Nomeado em 1673 pelo governador holandês Anthony Colve para a cidade de New Castle, Delaware | 570 719        | 516,86 hab/km2 | 1 279,52 km2 (19,85%) | 1 104,21 km2 (86,29%) | 175,32 km2 (13,71%) |      |
| Sussex     | «005» | Georgetown      |                     | 1664           | Criado a partir do Distrito de Whorekill (Hoarkill). Anteriormente conhecido como Condado de Deale.       | Nomeado em 1682 por William Penn para o condado inglês de Sussex, que foi seu condado natal. | 237 378        | 97,90 hab/km2  | 3 098,72 km2 (48,07%) | 2 424,63 km2 (78,24%) | 674,09 km2 (21,76%) |      |